# Philippe Pélissier
Pour les articles homonymes, voir Pélissier.
Philippe Pélissier, né le 30 novembre 1947 à Boulogne-Billancourt, département de la Seine, aujourd'hui en Hauts-de-Seine, est un patineur artistique et entraîneur français. Il fut trois fois de suite champion de France de patinage artistique dans la catégorie des Couples avec Micheline Joubert en 1960, 1961 et 1962. En individuel, il a été double vice-champion de France en 1968 et 1969. Parallèlement à sa carrière de sportif de haut niveau, il soutient une thèse en philosophie. Entraîneur national de patinage artistique et consultant sportif sur Eurosport jusqu'à sa retraite (2012), il est actuellement artiste peintre et auteur dramatique.

## Biographie

### Carrière sportive
De 1960 à 1962, Philippe Pélissier patine en couple avec Micheline Joubert et obtient 3 titres de champion de France dans cette catégorie.

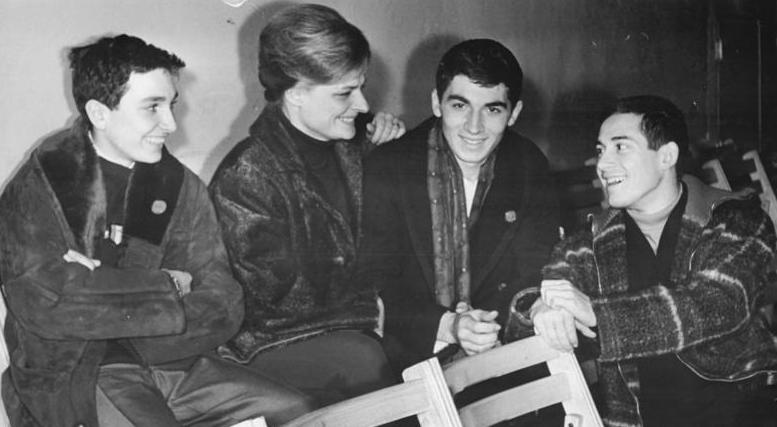
Philippe Pélissier (à droite) en 1964 avec Patrick Péra, Marianne Toutai-Renault et Robert Dureville.

Mais dès 1963, Philippe Pélissier se concentre uniquement sur le patinage individuel. Il monte à 6 reprises sur le podium des championnats de France mais n'obtient jamais le titre. Au niveau international, son meilleur résultat est sa cinquième place aux championnats d'Europe de 1969 à Garmisch-Partenkirchen. Il représente 2 fois la France aux Jeux olympiques de 1964 à Innsbruck et 1968 à Grenoble sans pouvoir disputer les médailles aux meilleurs patineurs.
Philippe est considéré à son époque comme un surdoué dans l'épreuve libre, mais il était totalement allergique aux figures imposées.

### Formation universitaire
Parallèlement à sa carrière sportive de haut niveau, il effectue des études de philosophie aux universités de Nanterre et de la Sorbonne à Paris.
Élève d'Emmanuel Levinas, il écrit la thèse De "l'Etre et le Temps" ("Sein und Zeït") à la "Lettre sur l'Humanisme" ou De l'existence à l'ek-xistence (La stance dans l'être) en 1969-1971.

### Reconversion
Dès 1969, il quitte le patinage amateur, et devient entraîneur. Il entraîne beaucoup de patineurs de haut-niveau comme Didier Gailhaguet, Anne-Sophie de Kristoffy, Marie-Reine Le Gougne, Jean-Christophe Simond, Thierry Cérez, Stanick Jeannette, Alban Préaubert, Nicola Todeschini.
Il entraîne également Stéphanie Ferrer qu'il a adopté plus tard, après avoir épousé sa mère Liliane Dautheribes.
Il participe quelquefois à des articles dans Patinage Magazine, le magazine entièrement consacré au patinage artistique en France. Sur Eurosport France, il est le consultant sportif du patinage artistique entre 1992 et 2012. Il commente les principaux galas et compétitions de chaque saison, accompagné par un journaliste sportif de la chaîne, tel que Géraldine Pons par exemple. Depuis le Skate Canada 2011, Alban Préaubert était venu en renfort pour former un trio pendant la saison 2011/2012.
À partir de 2006, il devient auteur dramaturge ; parmi ses pièces, on peut citer : Brouhaha, Ce bateau dans la clairière, La Sainte antilope, Plan de vol, L'Odeur des platanes après la pluie, Le Comédien et la marionnette, Une roulotte dans la neige, Les trois mages d'Avignon, Les saisons du sentiment, Vincent ou Le Semeur d'étoiles, Revoir la mer et partir, Un papillon l'hiver, Love me avec deux ailes... Il participe également à de nombreuses expositions de peinture, à titre personnel ou en collectif : Salon d'automne (5), Lausanne (3), L'Ago Di Garda (2), Bruxelles (3), Louvres - Art shopping (4), Cardin Business Art (5), Salon des indépendants (2), New York (2), Toronto (1), Village Suisse (1), Saint-Pétersbourg (1), Tel Aviv (2), et en préparation : Nogent-sur-Marne et Paris Saint Germain (rue de Nesles).
Philippe Pélissier est successivement patineur et professeur de patinage. Une vie de glisse musicale partagée avec la peinture, la poésie et l’apprentissage de la pensée par le cheminement philosophique.

## Palmarès
| Jeux olympiques d'hiver                                                                                              |      |      |      |      | 23e  |      |      |      | 13e  |      |
| Championnats du monde                                                                                                |      | CA   |      |      |      |      |      |      | 12e  | 12e  |
| Championnats d’Europe                                                                                                |      |      |      | 16e  | 11e  | 9e   |      | 9e   | 9e   | 5e   |
| Championnats de France                                                                                               |      |      |      | 3e   | 3e   |      | 3e   | 3e   | 2e   | 2e   |
| Compétition en Couple                                                                                                | 1960 | 1961 | 1962 | 1963 | 1964 | 1965 | 1966 | 1967 | 1968 | 1969 |
| Championnats de France                                                                                               | 1er  | 1er  | 1er  |      |      |      |      |      |      |      |
| Légende : F = Forfait ; CA = Championnats du monde 1961 annulés à cause de la catastrophe aérienne du vol 548 Sabena |      |      |      |      |      |      |      |      |      |      |

## Livre
- Philippe Pélissier & Alain Billouin (Préface d'Alain Calmat), Patinage, La technique, L'entraînement, Collection "Sports pour tous", éd. Robert Laffont, 1976, réédité en février 1989  (ISBN 2-221-05968-9)

## Liens et Sources
- "Le livre d'or du patinage" d'Alain Billouin, édition Solar, 1999

- Ressource relative au sport :   - Olympedia
- (en) Profil olympique de Philippe Pélissier sur sports-reference.com (archivé)